# CDA
CDA (англ. CD Audio Track) — простейший формат хранения аудиоданных в цифровом виде, используется на музыкальных компакт-дисках. Данные в этом формате представлены в несжатом виде, что обеспечивает воспроизведение при фиксированной линейной скорости вращения диска. Эти диски могут воспроизводиться на любом проигрывателе компакт-дисков. По своему внутреннему содержанию близки к формату файла WAV.
Файл невозможно воспроизвести после простого копирования его с компакт-диска на жёсткий диск, потому как файл формата CDA — это звуковая дорожка компакт-диска, которая не содержит фактических значений импульсно-кодовой модуляции..